# Galli
Rodbina Gallov (tudi  Galli z Gallenberga, slovensko 'Gamberka' in kasneje Gall von Gallenstein, slovensko 'Podpeški' in tudi von Rudolfseck, slovensko 'z Rožeka') je bila kranjska plemiška rodbina, ena najstarejših na slovenskem ozemlju.
Rod naj bi prišel iz Bavarske na Kranjsko v 12. stoletju in si postavili svoj novi izvorni grad Gamberk (Gallenberg). V začetku 14. stoletja je Gamberk še vedno v rokah Gallov-Gallenbergov, čeprav so ti že v 2. polovici 13. stoletja premaknili svoj sedež v na novo zgrajeni grad Podpeč nem. Gallenstein pri Podpeči južno od Save na Dolenjskem. V prvi polovici 14. stoletja je rod izgubil matični grad in hkrati ustanovil in pričeli novo vejo imenovano po izvornem gradu (Gallenbergi) s posestjo na Kamniškem in na severni strani Save. Druga osnovna veja rodbine Gallov pa se je imenovala po gradu Podpeč oziroma Gallenstein  -  Galli Podpeški. Ti pa so sčasoma ustanovili nekaj podvej; Konrad III. Gall je okoli leta 1367 ustanovil podvejo Gallov Podpeških z Rožeka (Gall von Gallenstein zu Rudolfseck); Nikolaj (Niklas) II. Gall pa okoli leta 1382 novo koroško podvejo Gallov Podpeških iz Pukštajna (Gall von Gallenstein zu Puchenstein); Adam Gall pa leta 1531 novo podvejo Gallov Podpeških in Pukštajnskih iz Loosdorfa (Gall von Gallenstein und Puchenstein zu Loosdorf) v Spodnji Avstriji, ki pa je izumrla po 75 letih.
Rodbina je po moški liniji izumrla v 20. stoletju. Kot plemiči so Galli na Kranjskem – po 14. stoletju predvsem na Dolenjskem – prisotni že v času začetka  13. stoletja. Med kranjskimi deželani jih najdemo leta 1463. Leta 1637 so bili povzdignjeni v baronstvo kot baroni Gallensteinski. V 16. in 17. stoletju veliko pripadnikov rodu najdemo v deželni upravi in še več v vojaških službah.

## Zgodovina
Kranjska plemiška rodbina Gallov je ena najstarejših na naših tleh. Po zgodovinarju Schumi-ju so bili Galli ministeriali Andeško-Meranskih grofov, ki so po letu 1105 z grofom Bertholdom II. prišli iz južne Bavarske na Kranjsko, in si postavili svoj novi izvorni grad Gamberk (Gallenberg). Ta je prvič posredno omenjen leta 1248 v listini Wilbirge, hčere Konrada Galla, ki je prvič omenjen 1223. V drugi polovici 13. stoletja so s poroko dedovali in prevzeli grad Mekinje pri Kamniku in pričeli novo vejo imenovano po izvornem gradu (Gallenbergi) s posestjo na Kamniškem in na severni strani Save, druga veja pa je z izgradnjo gradu Podpeč ali Gallenstein pri Gabrovki nadaljevala rod Gallov.

### Versko udejstvovanje
V srednjem veku so gospodje Galli imeli tesne odnose s Stiškim samostanom. Iz njihovega rodu je bil opat Janž okoli leta 1250. Mnoge člane razvejane rodbine najdemo v stiških zapisih kot samostanske dobrotnike: Volk (1293), Konrad (13. st.), Nikolaj (1329), Engelbert (1351), Viljem (sredi 14. st.), Konrad (14. st.). Galli so imeli patronatsko pravo nad župnijo Sv. Križ pri Litiji. Andrej Gall Gallensteinski (Podpeški) je bil v prvi polovici 14. st. stolni župnik v Boštanju in potem v Beli cerkvi in obenem arhidiakon Slovenske krajine. Apolonija Gall je bila leta 1520 velesovska priorka.
V času reformacijskega gibanja do polovice 16. stoletja Gallov ni zaslediti med protestanti. Šele v drugi polovici je opaziti njihovo delovanje med protestanti, tako je bil npr. Martin Gall z Rožeka leta 1561 v delegaciji, ki jo je poslal kranjski stanovski odbor k cesarju v Prago. Sopodpisal je poziv, ki ga je ta delegacija v začetku februarja 1562 iz Prage poslala Primožu Trubarju naj se čim prej vrne v Ljubljano. Krištof Gall iz Podpeči je 1568 poslal sina Franca Krištofa v Tübingen od koder je ta obiskoval Primoža Trubarja. Leta 1584 je od stanov dobil Dalmatinovo biblijo v rdečem usnju in s srebrnimi okovi. Martin Gall s Podpeči je v obdobju, ko je bil deželni odbornik (1574-1585) na razne načine podpiral protestantizem. Najodločnejši protestant med Galli je bil Seifrid Gall z Rožeka, ki je tudi študiral v Tübingenu, ki pa se je pod pritiskom protireformacije leta 1601 izselil, dobil wittenberško službo ter postal ustanovitelj hessenske veje Gallov. Evangeličanske molilnice z grobovi so imeli Galli vsaj na Rožeku in v Višnji.

### Vojaška služba
Vitezi plemiči Galli Podpeški (Gallensteinski) so bili vedno tudi aktivni v vojaški službi Habsburžanov v vojnah s Turki. V 16. stoletju so imeli pomembno vlogo v Hrvaški vojni krajini oziroma na vojaški meji. Janž pl. Gall leta 1545 in Martin pl. Gall leta 1556 sta bila podpolkovnika na hrvaški in pomorski meji Svetega rimskega cesarstva. Martin Gall je bil kapetan Bihaća v letih 1540 - 1544, Janž Gall pa leta 1581, Jakob Gall med leti 1586-92, Janž 1593, Martin Gall leta 1611 so bili ogulinski poveljniki; Poveljnika Senja pa sta bila med drugim Martin Gall leta 1545 in Janž leta 1612. Janža Danijela Galla z Rožeka so Turki februarja 1592 ujeli v Bihaću in ga v Beogradu 1594 usmrtili. Janž Adam baron Gall je bil 1640 kapetan v Karlovcu, 1687 pa poveljnik v Otočcu. Baron Erazem Gall je bil leta 1688 kapetan v Pazinu.
Že leta 1475 je prvi iz rodbine Gallov Ulrik padel pod turškim mečem pri Brežicah. Takrat je v turško-bosansko ujetništvo padel Viljem Gall in so zanj morali plačati 1000 goldinarjev odškodnine. Žiga Gall je bil nemški vitez in je padel leta 1478 pri Königsbergu (sedanji Kaliningrad) 
Janž pl. Gall z Rožeka je med leti 1529 in 1574 služil kot vojak in tudi diplomat. Kariero je začel s sodelovanjem v obrambi Dunaja med turškim obleganjem. Leta 1535 je skupaj z Žigo Višnjegorskim (nem. Weichselbergerjem) kot poslanik potoval na turški dvor, leta 1536 pa v Italijo in Francijo. Od 1538 – 40 je bil zastavonoša v Bihaću, kapetan v Repiču, med leti 1545-47 stotnik v Senju.

## Pomembne osebnosti
Galli so kot plemiči služili svoji deželi in vladarju v vojski in civilni upravi ter se udejstvovali kot cerkveni dostojanstveniki. 
Pomembni gospodje in baroni Galli so bili:
- Andrej pl. Gall Gallenstein, (*1444, † 1492), duhovnik, menih
- Janž pl. Gall z Rožeka, vojak in diplomat
- Krištof Gall pl. Gallenstein, vojak in diplomat

## Posesti
Rodbina je imela največ posesti na Kranjskem, ter se razširila na Koroško in Štajersko. Posedovali so sledeče gradove oziroma gospoščine:
a) na Kranjskem:
- grad Podpeč (Gallenstein) (po 1248 do 1300 - 1570),
- grad Rožek (Rudolfseck) (od 1365 do konca 17. st.),
- grad Lebek (1315 - 1392),
- grad Brežice (1586 - 1604),
- grad Šentjurjeva gora (1580 - 1623),
- grad Rakovnik pri Šentrupertu (1640 - 1665),
- grad Motnik (po 1360 - 1564),
- grad Žebnik (1493 – 1497, 1517 - 1581),
- gradič Češnjice (1550 - 1605),
- grad Medija (1504 - 1556),
- dvorec Rocen (1535 - 1650),
- grad Knežija (1550 - 1688),
- grad Luknja (1545 - 1624),
- dvorec Praproče (1568 -1650),
- dvorec Mala Loka (Kleinlack (1471 - 1607, 1634 - 1653),
- dvorec Grič (1500 - 1650),
- dvorec Brinje (1645 - 1675),
- dvorec Gabrje  (1580 - 1642),
- dvorec Hotemež (1682 - 1702),
- grad Mirna
- dvorec Golo (Gallhof) (1758 - 1765),

b) na Koroškem:
- grad Pukštajn (1322 - 1335; 1369 - po 1516),
- grad Vodriž (1546 - 1606),
- grad Suha (Neuhaus) (1574 - 1598),
- gradič Miklavž (1550 - 1605),
- gradič Libeliče (Eberwein (Leifling))(1601 - 1629),
- dvor Stolp Slovenj Gradec (1661 - 1687),
- dvorec Galenhofen (pred 1471 - 1600),

c) na Štajerskem:
- grad Limbuš (1513 - 1594),
- grad Frauheim (cca 1450 - 1514),
- grad Hartenštajn (1599 - 1630, 1637 - 1648),

d) v Spodnji Avstriji:
- grad Asparn na Zayi (1558 - 1611),
- grad Loosdorf (1531 - 1606),
- grad Stronsdorf (1590 - 1609),